# Tom Courtenay

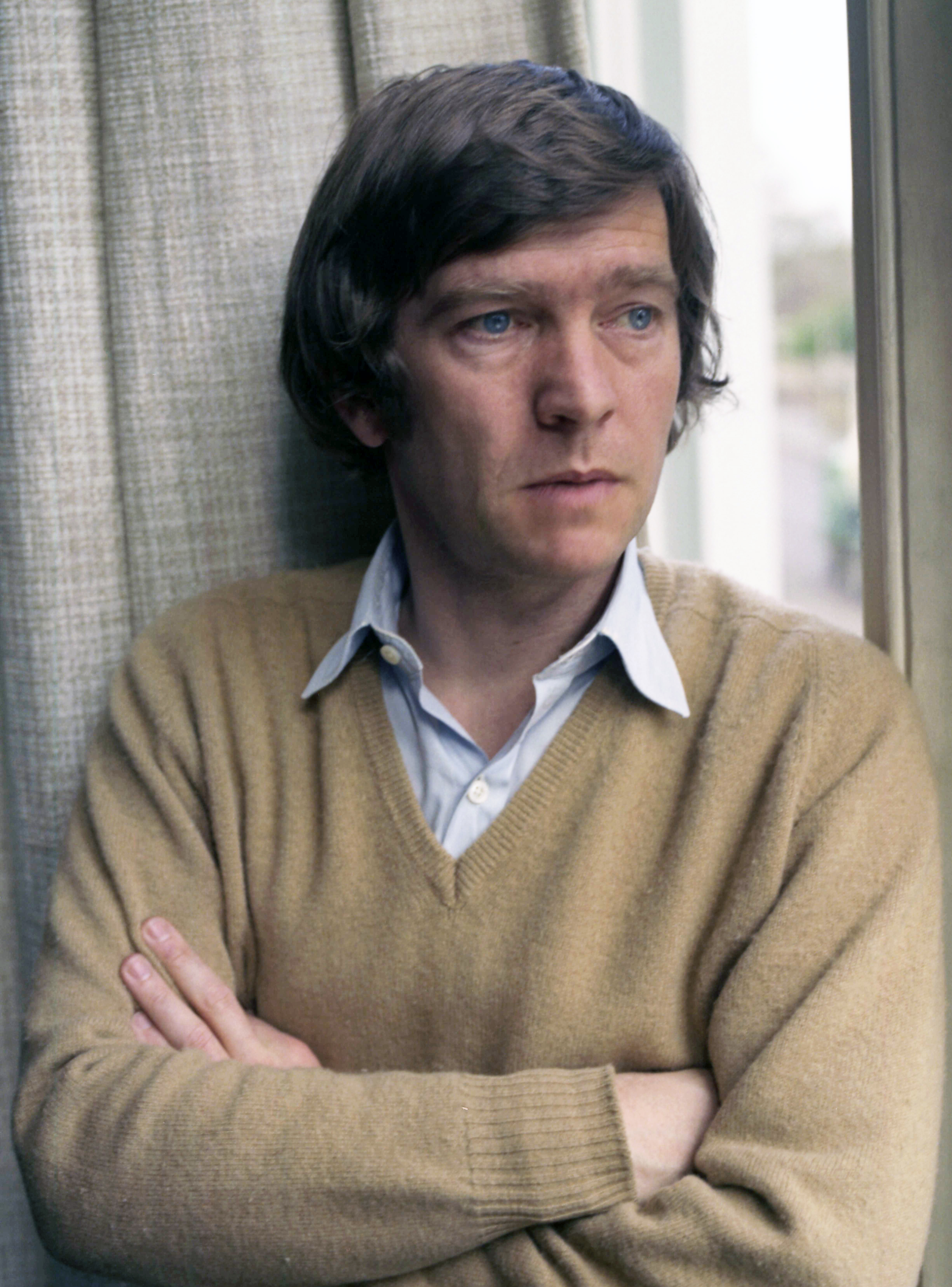
Tom Courtenay în 1973

Sir Thomas Daniel "Tom" Courtenay (n. 25 februarie 1937) este un actor englez ce a atras atenția pentru prima dată la începutul anilor '60 prin roluri în filme ca: The Loneliness of the Long Distance Runner (1962), Billy Liar (1963) și Dr. Zhivago (1965). De la mijlocul anilor '60 a rămas cunoscut, în special, pentru activitatea în teatru. Courtenay a fost făcut cavaler în 2001 pentru cei 40 de ani dedicați cinematografiei și teatrului. Tom Courtenay este președintele clubului oficial al suporterilor echipei de fotbal Hull City A.F.C. În 1999, Universitatea din Hull i-a acordat un doctorat onorific.

## Premii Oscar
- Cel mai bun actor în rol secundar - Dr. Zhivago (1965 - nominalizat)
- Cel mai bun actor - The Dresser (1983 - nominalizat)